# Таубер, Хаим
Хаим Шмуэл Таубер (Тойбер, идиш חיים שמואל טויבער‎, 14 июня 1901, Могилёв-Подольский — 26 февраля 1972, Нью-Йорк) — американский и канадский актёр театра и кино. Наиболее известен как автор текста песни «Я так тебя люблю» (идиш Их хоб дих цу фил либ).

## Биография

### Ранняя жизнь
Хаим Таубер (Тойбер) родился 14 июня 1901 года в Могилёве-Подольском в семье портного. Обучение проходил в хедере, а затем в коммерческой школе.
В возрасте девяти летдебютирует в семейной постановке пьесы Абрама Гольдфадена «Доктор Аламасадо». Весной 1917 года участвует в создании Могилёв-Подольского общества «Ди идише Бине» (идиш Еврейская сцена‎) под руководством Боруха Мозшвица, и уже 12 мая этого же года играет роль Шамая в постановке пьесы Якова Гордина «Еврейский король Лир». Впоследствии он станет режиссёром этого общества. Актёры, которые со временем образовали под его руководством «Могилёвскую труппу», гастролировали по сёлам и городам Подольской и Киевской губерний, зарабатывая вместо денег «бесценный опыт» и продукты питания, которыми крестьяне расплачивались за вход на спектакли.

### В Бессарабии
В 1919 году Таубер вступает в профессиональную труппу под руководством Льва Мейерсона и Гриши Эпштейна. Спасаясь от погромов Хаим вместе с труппой уезжает в Румынию, где вместе с такими же, как и он беженцами из других уголков Российской империи, создаёт новый театральный коллектив. Летом 1921 года он получает временный ангажемент в Бухарестском театре «Жигнице» Ицика Гольдбера. С 1922 года выступает в Бухаресте и других румынских городах.
Во время пребывания в Бессарабии Хаим Таубер создаёт свои первые одноактные пьесы «Кровавая Ханука» и «Тернистый путь», а также играет в них. В то же время он пишет своё трёхактное драматическое произведение ««олес» (изгнание) и одновременно занимается переводами русской литературы на идиш. Его последней работой в Румынии стала роль в постановке «Трёх подарков» Ицхока-Лейбуша Переца.

### В Америке
В 1925 году Таубер переезжает в Монреаль (Канада), где поступает в театральную труппу Исидора Голландера, в составе которой он гастролировал по американской глубинке. В течение 1928—1929 годов Таубер работает в филадельфийском театре «Казино», где ставит свои пьесы «Галицкий раввин» и «Золотые колечки» на музыку Рувина Островского. Пьеса «Золотые колечки» также была поставлена в 1930 году в Нью-Йоркском Национальном театре Михалом Михалеско уже на музыку Александра Ольшанецкого.
В театральном сезоне 1929—1930-х годов работает в бруклинском театре «Либерти». В следующем сезоне снова присоединяется к труппе Голландера в Торонто. В 1931 году становится членом Союза еврейских актёров. В течение 1931—1933-х годов играет в различных театральных коллективах Детройта, Филадельфии и Бостона.
Сезон 1933-34-х годов стал для Хаима Таубера успешным: на сцене нью-йоркского театра «Секонд-авеню» состоялась премьера оперетты Александра Ольшанецкого «Шарманщик». Главные роли в спектакле сыграли Джулиус Натансон и Люба Кадисон, которая стала первой исполнительницей известной песни, написанной Хаимом Таубером, «Их гоб дих цу фил либ» («Я так тебя люблю»).
В 1934 году Таубер в соавторстве с Уильямом Сигелем пишет сценарий музыкального шоу «Весёлая семейка», премьера которого состоялась в Публичном театре Нью-Йорка. Автором музыки стал Шолом Секунда.

## Работа в кино
С 1939 года Таубер начинает работать в кино. Сначала он снимается в эпизодах фильмов «Кол Нидре» и «Большой эйцегебер». В 1940 году пишет сценарии и тексты песен к музыкальным комедиям на музыку Шолома Секунды «Мой дом», «Еврейские мелодии», «Оператор Мотл». В последнем Хаим сыграл главную роль. Режиссёром всех этих фильмов был Йозеф Зейден. Последнюю свою роль Таубер сыграл в 1941 году в фильме «Мазлтов, евреи!» этого же режиссёра.
Хаим Таубер скончался в 1972 году.

## Ссылка
- Моё маленькое местечко Молев. Исполняет Хаим Таубер.